# Peters duiker
De Peters duiker (Cephalophorus callipygus) is een zoogdier uit de familie van de holhoornigen (Bovidae). De wetenschappelijke naam van de soort werd voor het eerst geldig gepubliceerd door Peters in 1876.

## Voorkomen
De soort komt voor ten westen van de rivieren Congo en Ubangi in Kameroen, de Centraal-Afrikaanse Republiek, Congo-Brazzaville en Gabon.